# UCI Classics Series
Unter dem Namen UCI Classics Series wollte die Union Cycliste Internationale Rennserie wichtiger Eintagesrennen („Klassiker“) im Straßenradsport einführen.
In der UCI Classics Series sollten im Zuge einer Reform des Rennkalenders der UCI die Eintagesrennen der UCI WorldTour beginnend mit der Saison 2020 zusammengefasst werden. Im Gegensatz zur UCI WorldTour selbst, die seit 2019 keine eigene Gesamtwertung mehr hat, sollte nach Abschluss jeder jährlichen Rennserie ein Gesamtsieger der UCI Classics Series ausgezeichnet werden.
Die Association Internationale des Groupes Cyclistes Professionnels (AIGCP), in welcher die professionellen Radsportteams organisiert sind, drückte im September 2019 ihre Opposition zu dieser neuen Rennserie aus. Die Serie, welche als ein Schritt gedacht gewesen sei, das fragile ökonomische System des Profiradsports zu stabilisieren, bringe diesbezüglich keine Fortschritte. Die Radrennfahrer der AIGCP würden die Gesamtwertung der Serie ignorieren.
Im Dezember 2019 erklärte die UCI die UCI Classics Series zu verschieben, mit dem Ziel die Rennserie später im Einvernehmen mit Teams, Rennorganisatoren und Fahrern einzuführen.